# هدنة موسكو

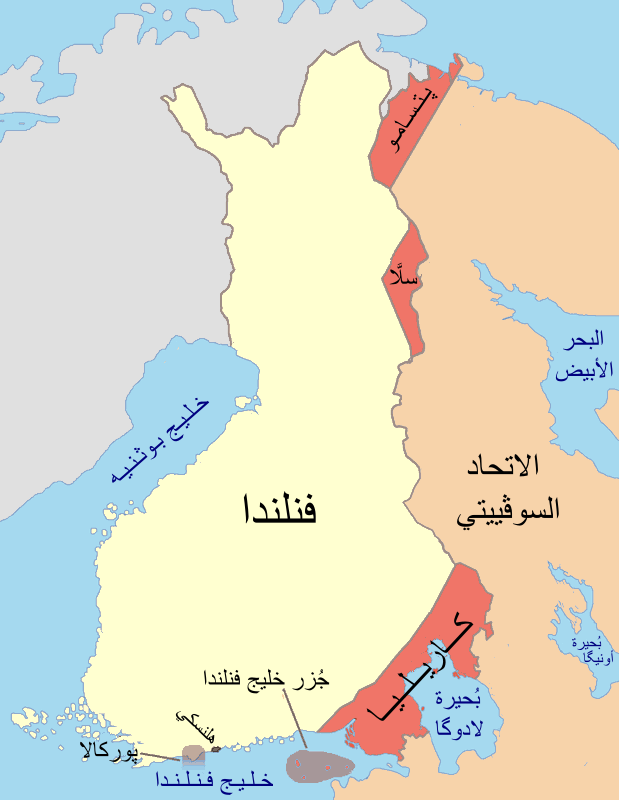
المناطق التي تنازلت عنها فنلندا للاتحاد السوفيتي لإنهاء حرب الاستمرار عام 1944 باللون الأحمر

هدنة موسكو هي هدنة وقعتها فنلندا والاتحاد السوفيتي في 19 سبتمبر 1944 لإنهاء حرب الاستمرار. وتختلف عن معاهدة سلام موسكو في عام 1940 والتي أنهت حرب الشتاء بين الدولتين سابقاً أما معاهدة السلام النهائية بين الطرفين فقد وُقِعت بباريس عام 1947.

## شروط السلام
تتشابه شروط السلام مع ما تم الاتفاق عليه مسبقاً في معاهدة موسكو للسلام حيث اجٌبرت فنلندا على التنازل عن أجزاء من كاريليا وسالا بالإضافة إلي جزر معينة بخليج فنلندا كما سلمت المعاهدة الجديدة منطقة بيتسامو للاتحاد السوفيتي وتم إجبار فنلندا على تأجير منطقة بورككالا للاتحاد السوفيتي لمدة 50 سنة إلا أنه في النهاية استعادت فنلندا المنطقة عام 1956.
كما كان من ضمن الشروط دفع فنلندا 300,000,000 كتعويضات حرب للاتحاد السوفيتي وإضفاء الشرعية على الأحزاب الشيوعية وحظر المنظمات التي يعتبرها الاتحاد السوفيتي فاشية وأجبرت المعاهدة فنلندا على طرد القوات الألمانية من أراضيها مما أدي إلى قيام حرب لبلاند.